# Raionul Putila
Raionul Putila (în ucraineană Путильський район) era unul din cele 11 raioane administrative din regiunea Cernăuți din Ucraina, cu reședința în orașul Putila. A fost înființat în anul 1961, fiind inclus în componența RSS Ucrainene. Începând din anul 1991, acest raion făcea parte din Ucraina independentă. A fost desființat în 2020, teritoriul său fiind inclus în componența raionului Vijnița.
Acest raion avea o suprafață de 884 km² și 25.352 locuitori (2001) , în mare majoritate de naționalitate ucraineni (huțuli). Din componența raionului făcea parte orașul Putila și 13 comune rurale. Cea mai mare parte a raionului era așezată în Munții Carpați, iar partea de sud a acestuia era la frontiera cu România.
Înainte de ocuparea Basarabiei și Bucovinei de nord de către Uniunea Sovietică în 1940, teritoriul său a făcut parte din județul Rădăuți și din județul Storojineț ale României.

## Geografie
Raionul Putila este situat în partea de sud-vest a regiunii Cernăuți, la granița cu România. Distanța până la centrul regional Cernăuți este de 120 km. În prezent, raionul se învecinează în partea de sud cu România, în partea de vest cu raionul Verhovina din regiunea Ivano-Frankivsk și în părțile de nord și nord-est cu raionul Vijnița din regiunea Cernăuți.
Raionul Putila este frontieră de stat cu România, aici funcționând 2 puncte de trecere a frontierei:
- Șipotele Sucevei - Izvoarele Sucevei - punct local de trecere pietonal, numai pentru cetățenii români și ucraineni cu domiciliul permanent în județele și regiunile de frontieră
- Rusca - Ulma - punct local de trecere pietonal, numai pentru cetățenii români și ucraineni cu domiciliul permanent în județele și regiunile de frontieră

Pe teritoriul său se află cea mai mare parte din Carpații Ucraineni, iar aproximativ 63% din suprafața sa este acoperită cu păduri de conifere și de foioase, care sunt esențiale pentru menținerea echilibrului ecologic, nu numai în Ucraina, dar și în Europa. Solurile nu sunt prea bune pentru agricultură.
Acest raion este considerat unul dintre cele mai pitorești colțuri ale Bucovinei. În pădurile vechi de aici predomină specii de brad, molid și fag, existând și specii rare, ocrotite de lege, cum ar fi: arnica de munte, crinul de pădure sau floarea de colț. Din punct de vedere al faunei sălbatice, pădurile sunt populate cu exemplare de cerb carpatin, mistreț, vulpe, veveriță, arici, bursuc sau iepure, precum și cu păsări diverse ca de exemplu rândunică, pițigoi, ciocănitoare, porumbel, bufniță sau botgros. 
Munții Carpați au aici culmi abrupte, străbătute de șuvoaie repezi de ape. Apele care străbat raionul sunt Ceremușul Alb, Ceremușul Negru, Putila, Siretul și Suceava. Printre munți, într-o vale pitorească, curge râul Putila (sau Putilka) - cel mai mare afluent al râului Ceremuș.  Cele mai înalte culmi din Carpații Bucovinei se află în partea de sud-vest a raionului, aici aflându-se cele mai înalte vârfuri - Iarovița (1574 m), Jupan (1488 m) și Dilul Negru (1452 m).

## Economie
Datorită condițiilor climatice dificile și a reliefului accidentat, nu pot fi dezvoltate aici decât puține ramuri economice. Principalele ramuri industriale din raion sunt industria forestieră, industria alimentară și industria ușoară. În domeniul agriculturii, aici funcționează 22 întreprinderi cu profil agricol, 12 cooperative țărănești de producție și 3 ferme agro-industriale.
Locuitorii din acest raion montan se ocupă în principal cu creșterea animalelor (vite, oi, cai), aici dezvoltându-se o industrie alimentară, prin înființarea de întreprinderi de prelucrare a laptelui și a cărnii.
Raionul este bogat în ceea ce privește materialele de construcții, aici existând fabrici de cărămidă, de țiglă, depozite de marmură. De asemenea, s-au descoperit surse de apă minerală în satul Câmpulung Rusesc.

## Învățământ și cultură
În raionul Putila există 27 școli, inclusiv o sală de sport. Ființează aici o Casă de Cultură cu 500 de locuri, deschisă în 1956 și două biblioteci centrale - pentru adulți și copii. În afară de acestea, mai există 39 cămine rurale, 31 biblioteci rurale și un cinematograf.
De asemenea, funcționează aici 38 de unități medicale (un spital, trei ambulatorii și 34 cabinete medicale) .

## Demografie
Componența lingvistică a raionului Putila
     Ucraineană (99,47%)
     Alte limbi (0,5%)
Conform recensământului din 2001, majoritatea populației raionului Putila era vorbitoare de ucraineană (99,47%), existând în minoritate și vorbitori de alte limbi.
La recensământul din 1989, raionul Putila avea 24.589 locuitori.
Conform recensământului efectuat de autoritățile ucrainene în anul 2001, populația raionului Putila era de 25.352 locuitori, fiind împărțită în următoarele grupuri etnice:
- Ucraineni - 25.182 (99,32%)
- Ruși -  98 (0,38%)
- Moldoveni -  20 (0,075%)
- Români -  19 (0,075%)
- Bieloruși -  10 (0,039%)
- Poloni -  7 (0,027%)
- Evrei -  4 [4].

De asemenea, 13% din populația raionului locuia în așezări urbane (3.296 locuitori) și 87% în așezări rurale (22.056 locuitori).
Cea mai populată localitate a raionului este orașul Putila - 3.265 locuitori, restul localităților având puțini locuitori.

## Localități
Raionul Putila este compus din:
- 1 orășel - Putila - reședința administrativă
- 50 sate [5], dintre care: 
  - 13 comune sau selsoviete  astfel:

| - Câmpulung Rusesc (Câmpulung pe Ceremuș), - Chiselițeni, - Coniatin, - Dihtineț, - Gura Putilei, - Iablonița, - Măreniceni, | - Plosca, - Răstoace, - Sârghieni, - Seletin, - Șipotele Sucevei, - Zahariceni |

- - 37 sate, care nu sunt și selsoviete, adică nu au administrație proprie, astfel:

| - Andrechivsche, - Biscău, - Bischiv, - Dihtinețul Mic, - Foșchi, - Gropi, - Halițivca, - Holoșina, - Horova, - Hreblina-Câmpulung, | - Hreblina-Dihtineț, - Hrobișce, - Ialovățul de Jos, - Ialovățul de Sus, - Lipovețul Mare, - Lustun, - Mejabrode, - Ocolena, - Parculina, | - Petrășeni, - Plai, - Plita, - Ploșci, - Poleachivsche, - Râpeni, - Rija, - Rusca, - Samacova, | - Sărata, - Sokolii, - Stebni, - Șpetchi, - Tesnițca, - Torăceni, - Tovarnițea, - Vipcina, - Zamoghila |

## Obiective turistice
În raionul Putila se află peste 20 de monumente naturale, dintre care menționăm: 
- Peștera lui Oleksa Dovbuș - mărturie istorică a evenimentelor din anii '30-40 ai secolului al XVIII-lea, nominalizată între cele șapte minuni naturale și istorice ale Ucrainei;
- lacul de munte de origine naturală „Ochiul Muntelui”
- Trecătoarea Nemcici - situată la intersecția a trei raioane - Putila și Vijnița din regiunea Cernăuți și Cosău din regiunea Ivano-Frankivsk
- Muntele „Hycha” - este un simbol al satului aflat într-o pădure de brad. Se află situat pe malul drept al râului Ceremuș între satele Gura Putilei și Șpetchi
- Stânca Fermecată (Закам’яніла багачка) din satul Gura Putilei - monument geologic de importanță locală. Este o construcție geologică de formă piramidală, având o înălțime de 20 de metri, lățime de 12 metri și este asociată cu o serie de legende locale[6]
- Stânca din Chiselițeni - grupare de stânci aflate pe malul drept al râului Putila[7]
- Stânca din Torăceni - grupare de stânci aflate pe malul drept al râului Putila[8]
- Muzeul memorial al scriitorului ucrainean Iuri Fedkovîci (1834-1888) din orășelul Putila. Casa a fost construită la începutul secolului al XVIII-lea. La aproximativ 60 de metri de muzeu se află un monument de arhitectură (Biserica „Sf. Nicolae”, construită în 1886 pe un teren donat de Iuri Fedkovîci)[9]
- Muzeul artei populare - cu 57 de exponate provenind de la meșterii populari[10] și Muzeul ouălor încondeiate - unde sunt expuse sute de ouă încondeiate cu diferite modele și culori de meșterii locali[11], ambele din satul Iablonița
- Biserica de lemn din Seletin, la granița cu România - construită în anul 1630 și renumită prin faptul că nu a fost folosit nici un cui la construcția ei. Clopotnița de lemn datează și ea din secolul al XVII-lea[12][13]
- Biserica de lemn din Coniatin - construită în anul 1790[14]
- Biserica de lemn din Dihtineț - construită în anul 1871[15]
- Biserica de lemn din Câmpulung Rusesc - construită în anul 1874[16]
- Biserica de lemn din Răstoace - construită în 1875 din grinzi de brad. Are trei turle și un iconostas de lemn sculptat de o mare valoare artistică. Biserica a fost inclusă în lista de monumente ale patrimoniului cultural național al Ucrainei, fiind considerat monument de importanță națională[17].
- Biserica de lemn din Plosca - construită în anul 1877[18].
- Biserica de lemn din Gura Putilei - construită în anul 1881. Clopotnița este tot din lemn și datează din secolul al XIX-lea[19].

În fiecare an, în ultima duminică a lunii mai, se organizează „drumuri la pășunile montane” (Vikhod na Poloninu).